# گمینا وازه
گمینا وازه (به لهستانی:  Gmina Łazy) یک گمینا در لهستان است که در شهرستان زاویرچیه واقع شده‌است. گمینا وازه ۱۳۲٫۵۶ کیلومتر مربع مساحت و ۱۵٬۹۹۰ نفر جمعیت دارد.